# Ryania canescens
Ryania canescens là một loài thực vật có hoa trong họ Liễu. Loài này được Eichler miêu tả khoa học đầu tiên năm 1871.